# Frank Habineza

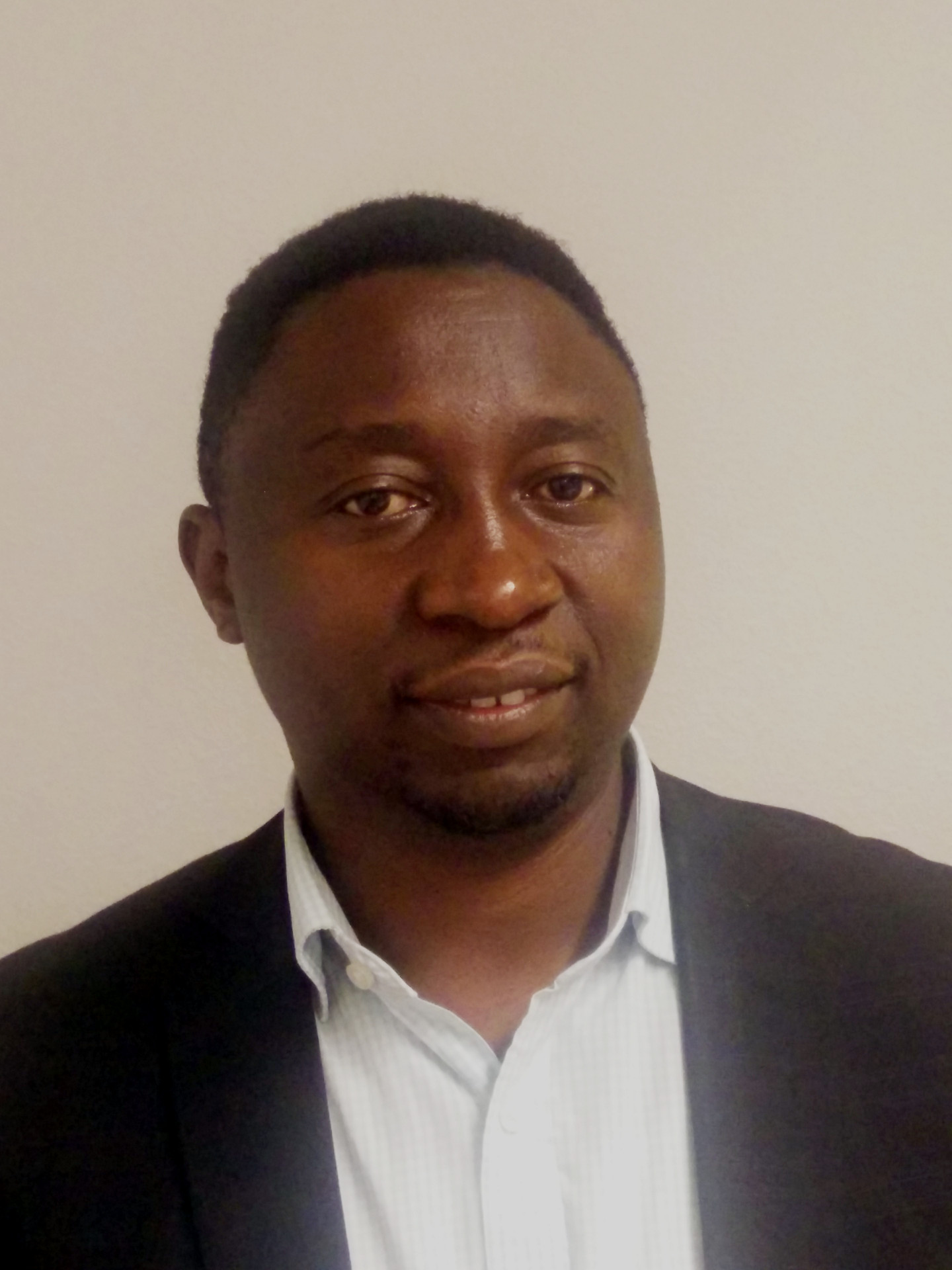
Frank Habineza (2016)

Frank Habineza (* 22. Februar 1977 in Mityana, Uganda) ist ein ruandischer Politiker sowie Gründer und Vorsitzender der oppositionellen Demokratischen Grünen Partei Ruandas (DGPR). Er trat bei der Präsidentschaftswahl 2017 als Kandidat an und reichte erneut eine Kandidatur für die Präsidentschaftswahl 2024 ein.

## Frühes Leben
Habineza wurde 1977 in Mityana in Uganda geboren, wo seine Eltern als politische Flüchtlinge lebten. Von 1999 bis 2004 studierte er an der National University of Rwanda und erhielt einen Abschluss in Politik- und Verwaltungswissenschaften mit Schwerpunkt Öffentliche Verwaltung. Um 2003 gründete er den Rwanda Wildlife Club (RWC), eine Studentenvereinigung, die sich für Umweltschutz einsetzte und Bäume pflanzte. Zeitweise arbeitete Habineza auch für de Rwanda Herald, eine Zeitung, die später vom Markt genommen wurde, nachdem der Herausgeber nach einem kritischen Artikel Mitte 2002 diskreditiert war. Von 2005 bis 2006 arbeitete er als persönlicher Assistent des Ministers für Land, Umwelt, Wasser, Forstwirtschaft und Bergbau.

## Politische Karriere
2009 trat Habineza in die Politik ein, als er am 14. August öffentlich die Gründung der Democratic Green Party of Rwanda als Alternative zur regierenden Ruandischen Patriotischen Front (RPF) verkündete. Als Ziele gab die Partei an, die Verteidigungsausgaben senken zu wollen, um mehr Geld in die Landwirtschaft, den Hauptwirtschaftszweig Ruandas, zu stecken. Zudem sollten mehr Ressourcen in den Umweltschutz gesteckt werden. Für die Präsidentschaftswahl 2010 versuchte Habineza vergeblich seine Partei zu registrieren. Nachdem sein Stellvertreter André Rwisereka ermordet aufgefunden worden war, sah er auch sich selbst in Lebensgefahr und floh im August 2010 nach Schweden. 2012 kündigte er jedoch seine Rückkehr nach Ruanda ab September an, in Vorbereitung auf die Parlamentswahl im Jahr 2013. Bei der Präsidentschaftswahl 2017 trat er als Kandidat an und erreichte einen Stimmanteil von 0,48 Prozent (32.701 Stimmen). Bei den Parlamentswahlen im September 2018 gewann die DGPR mit Frank Habineza und Jean Claude Ntezimana erstmals zwei Sitze in der Abgeordnetenkammer. Für die Präsidentschaftswahl 2024 trat Habineza erneut als Kandidat an. Er erreichte 0,5 Prozent der Stimmen.

## Privates
Habineza lebt im Distrikt Gasabo in der Provinz Kigali.